# Стриженов Гліб Олександрович
Гліб Олекса́ндрович Стриже́нов (рос. Глеб Александрович Стриженов; 21 липня 1925 , Вороніж, РРФСР, СРСР — 4 жовтня 1985, Москва, РРФСР, СРСР) — радянський актор театру і кіно. Заслужений артист РРФСР (1974).

## Біографія
Народився в родині комбрига Олександра Миколайовича Стриженова і Ксенії, до революції закінчила Смольний інститут шляхетних дівчат у Санкт-Петербурзі. Брат, Олег Стриженов — відомий радянський актор, народний артист СРСР. У 1935 році сім'я переїхала до Москви, де оселилася на вулиці Коров'ячий вал. У 1935-41 роках Стриженов навчався в московській середній школі.
У 1941-му Гліб Стриженов пішов на фронт, для чого виправив дату народження в паспорті на 21 липня 1923 року. У першому ж бою він отримав контузію та згодом був визнаний непридатним до військової служби.
У 1941—1942 роках Стриженов працював актором Кіровського обласного драматичного театру. У 1943—44 роках навчався в Московській середній школі робітничої молоді № 40 Комінтернівського району. З 1945 до 1948 року працював в Ульяновському обласному драматичному театрі (1945-46), Володимирському обласному драматичному театрі (1946—48).
У 1948—1950 роках Гліб Стриженов навчався в Московському міському театральному училищі, у 1950-53 — в Школі-студії імені В. І. Немировича-Данченко при МХАТі СРСР імені М. Горького (курс В. О. Топоркова)
У 1953—1954 — актор Іркутського обласного драматичного театру; у 1954-56 — актор Центрального театру Транспорту; у 1956-62 — актор кіностудії «Мосфільм», у 1962-85 — актор театру-студії Кіноактора.

## Особисте життя
Був одружений з Лідією Сергіївною Стриженовою (до шлюбу Антоновою), також професійною акторкою, з якою прожив понад 30 років. Їхня донька Олена — кінознавиця.
Помер від раку легенів. Останнім фільмом в кар'єрі став «Канкан в Англійському парку», що вийшов за рік до його смерті.
Похований на Кунцевському кладовищі Москви.

## Фільмографія
- 1957 : Незвичайне літо — Іпат Іпатьєв
- 1957 : Поєдинок — Міхін, підпоручик
- 1958 : Життя пройшло повз — Петька-актор
- 1958 : Людина з ножами — Пауль (к/м)
- 1961 : Жертви — Петцольд (к/м)
- 1961 : На початку століття — Максимов
- 1962 : Третій тайм — Євген Вікторович Рязанцев
- 1962 : Монета — Джессі Фултон (т/ф)
- 1963 : Сорок хвилин до світанку — Костянтин Метелєв
- 1963 : Коротке літо в горах
- 1963 : Оптимістична трагедія — офіцер
- 1964 : До завтра — Паркер
- 1965 : Ракети не повинні злетіти — Генрік Дулькевич, поляк
- 1965 : Крізь крижану імлу — товариш Костянтин
- 1966 : Невловимі месники — священик
- 1966 : Я бачу сонце — Анатолій
- 1966 : По тонкому льоду — Карл Франкенберг, доктор
- 1966 : Поганий анекдот — романтик
- 1967 : Арена — служитель стайні
- 1967 : Зірки і солдати — офіцер
- 1967 : Продавець повітря — Вільямс (т/ф)
- 1968 : Перша дівчина — гармоніст
- 1969 : Головний свідок — голова суду
- 1969 : На шляху до Леніна — комісар
- 1970 : Місія в Кабулі — Гедеонов
- 1970 : Моя нульова година (НДР) — Нетрибін, старший лейтенант
- 1971 : Великі перегони — Іван, залізничник (т/ф)
- 1972 : Зимородок — Сивий
- 1973 : Попутний вітер — Туманов
- 1974 : Єдина дорога — Іван Юхимович
- 1974 : Земні і небесні пригоди — батько
- 1974 : Злива — Борис, залізничник
- 1975 : На все життя, що залишилося… — Кравцов (т/ф)
- 1976 : Скажене золото — Джо Парсонс
- 1976 : Червоне і чорне — маркіз де ля Міль (озвучує Зиновій Гердт) (т/ф)
- 1976 : Дні Турбіних — фон Шратт, генерал (т/ф)
- 1977 : Трактир на П'ятницькій — Володя Гремін
- 1978 : Замуровані у склі
- 1978 : А до нас цирк приїхав — Александров-старший (к/м)
- 1978 : Планктон (НДР) — академік Алексєєв
- 1979 : Гараж — Олександр Григорович Якубов, ветеран війни (озвучує Володимир Прокоф'єв)
- 1979 : Кілька днів із життя І. І. Обломова — барон фон Лангваген
- 1980 : Тегеран-43 — Симон
- 1980 : Крізь терни до зірок — Глан
- 1982 : Нехай він виступить… — Ентоні Старкуетер, «король біржі»
- 1983 : Комета — чужопланетянин
- 1984 : Блискучий світ — Арсі
- 1984 : Канкан в Англійському парку — Едуард Сопеляк